# Aïn Babouche
Aïn Babouche là một đô thị thuộc tỉnh Oum el Bouaghi, Algérie. Dân số thời điểm năm 2002 là 14.597 người.